# Canal del Dique
Le canal del Dique est un canal situé en Colombie. Il relie la baie de Carthagène des Indes au río Magdalena, la plus importante voie fluviale du pays.

## Description
Le canal del Dique est situé en totalité dans le territoire du département de Bolívar. Mesurant 106 km de long pour 100 mètres de large, il relie le río Magdalena, au niveau de la municipalité de Calamar, aux baies de Carthagène des Indes et Barbacoas, sur la côte Caraïbe. Il traverse pour cela une zone comptant de nombreuses zones marécageuses (ou ciénagas).
Sur environ un tiers de sa longueur du côté de Calamar, le canal suit la frontière entre les départements de Bolívar et Atlántico.

## Historique
Le canal del Dique fut construit par les conquistadors espagnols en 1582, qui en avaient besoin pour rejoindre l'intérieur du pays en évitant l'embouchure du río Magdalena, impraticable. Cependant, il ne tarda pas à disparaître. Il fut reconstruit en 1650. 
À la fin du XVIIIe siècle, il commença à devenir impraticable sauf durant les fortes crues. En 1821, il est devenu totalement bouché, ce qui conduisit le commerce à se déplacer vers les ports de Barranquilla et Santa Marta. En 1831, des marchands de la cité militèrent pour sa réouverture mais leurs efforts pour le remettre en état échouèrent et une voie de chemin de fer fut mise en place pour le remplacer.
En 1923 et 1952, des efforts furent faits pour le réhabiliter mais la sédimentation du río Magdalena ne tarda pas à faire baisser le trafic.
En 2009, la modernisation du canal est revenue d'actualité pour favoriser le commerce du port de Carthagène.
En décembre 2010, le département d'Atlántico dut faire face à des inondations à la suite d'une rupture de 214 mètres du canal del Dique. Les eaux du canal, alimenté par le río Magdalena, inondèrent des municipalités entières et fit s'élever le niveau du barrage El Guájaro par l'apport de 1 400 m3 d'eau par seconde.

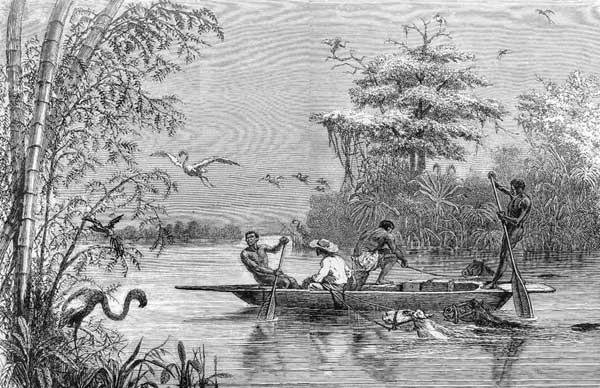
Gravure du XIXe siècle sur le passage dans le canal.
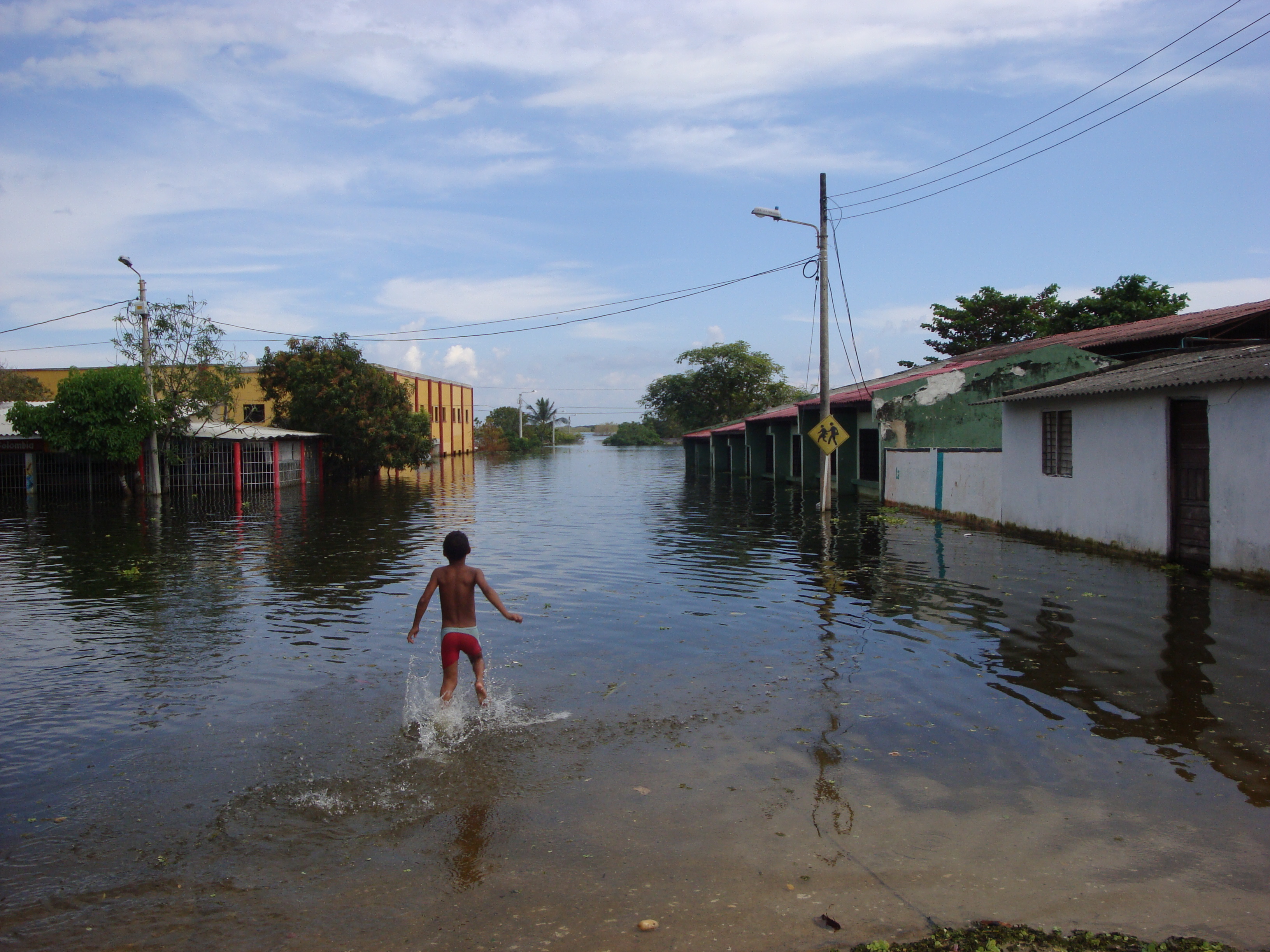
Inondation de Candelaria par les eaux du canal en 2010.
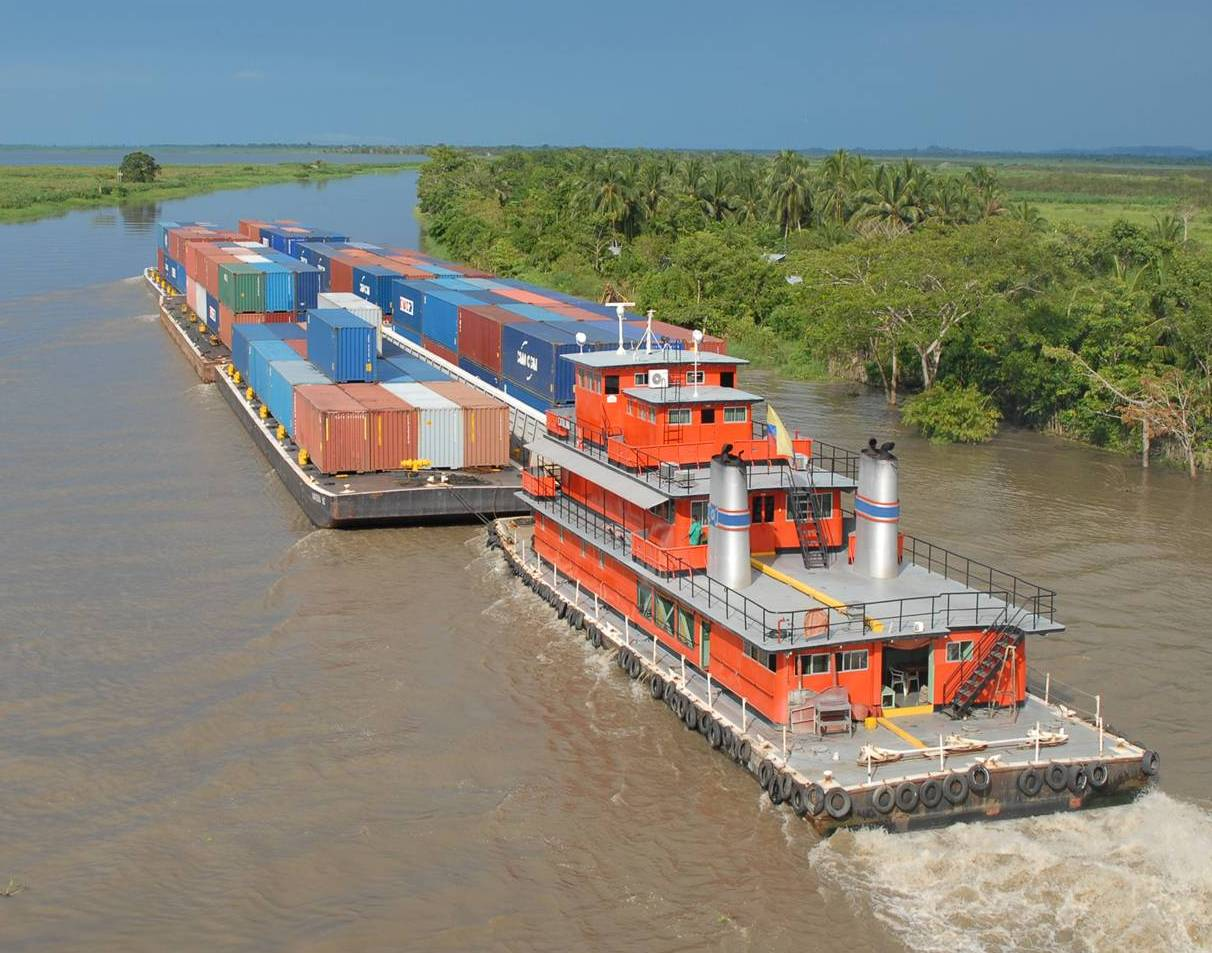
Navigation dans le canal en 2020.

## Dans la culture populaire
- Le canal del Dique est cité dans le roman L'Amour aux temps du choléra, de l'écrivain colombien Gabriel García Márquez.